# Jaciment arqueològic de l'Oral
El jaciment arqueològic de l'Oral, l'època del qual correspon a l'orientalitzant, ibèric antic (finals del segle VI a l'IV a. C.), està situat al terme municipal de Sant Fulgenci (Baix Segura, País Valencià), en un ixent de la Serra del Molar, a 40 m sobre el nivell del mar.
La geografia del lloc en l'actualitat ha de ser bastant diferent al que va ser en l'antiguitat, i és més que probable que el Molar fora una illa envoltada de marenys. Fins al segle xviii, existia una albufera que havia de ser navegable. El poblat va ser abandonat de manera pacífica en l'època de l'ibèric ple, la qual cosa explicaria l'escassessa dels materials trobats. És possible que la població es traslladara al proper poblat de La Escuera.

## Excavació

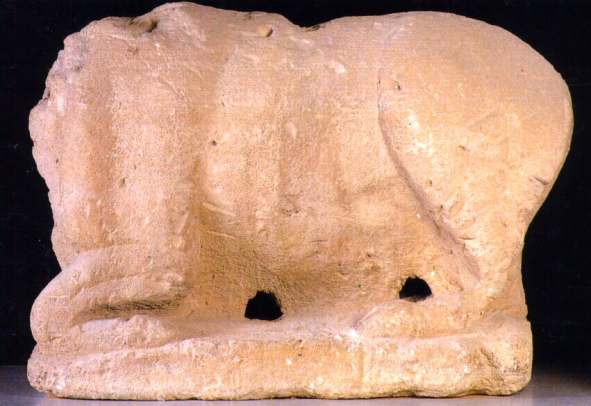
Escultura ibèrica de bou del jaciment de l'Oral.

Aquest jaciment és, amb seguretat, el millor estudiat de la Contestània gràcies a la meticulosa excavació dirigida per Lorenzo Abad i Feliciana Sala, amb una detallada publicació dels resultats.
S'hi poden identificar restes d'habitació, carrers, murs, i un forn de pa. Estava delimitat per una muralla de la qual es conserven algunes filades inferiors. En l'angle nord-oest és possible observar restes d'una torrassa. Les cases són de planta rectangular. La més gran té almenys cinc estances. Cap a l'est, amb habitacions de murs construïts amb mamposteria, i restes d'una construcció circular d'uns 50 cm, arrasada després de la seua excavació per una acció vandàlica. Aquestes estructures han sigut interpretades per L Abat com a bancs de treball. A la zona central del poblat s'han identificat llindars de tova i decorats amb petxines. Una de les plantes de major grandària, d'uns 25 m² ha sigut identificada com un possible santuari, amb una xicoteta habitació annexa, possiblement un magatzem. Al centre de l'estança va aparéixer un motiu amb forma de lingot xipriota (keftiu).
El jaciment és un excel·lent exemple de planificació de poblat d'època ibèrica antiga (s VI aC), amb clares influències semítiques, possiblement relacionades amb assentaments anteriors del Bronze Final i d'època Orientalitzant com Penya Negra, i, especialment, La Fonteta. El seu abandonament es produiria a principis del segle iv aC, per la qual cosa aporta important informació sobre el període de formació de la Contestània.
Entre les activitats econòmiques del poblat estarien la producció agrícola, l'explotació de pastures, la caça, la recol·lecció d'ous, la pesca, l'explotació de les salines, la preparació de salmorres i, possiblement, l'explotació minera. Es tracta d'un model econòmic autosuficient, enriquit amb transaccions comercials com sembla demostrar la presència d'àmfores locals i importades així com alguns productes exòtics. Recentment s'han identificat materials procedents de l'Oral en les excavacions del Grau Vell (Arse-Sagunt), que confirma el comerç entre els dos assentaments.
En 2004, una tercera part del jaciment que faltava per excavar va ser arrasat per una excavadora de la pedrera adjacent. Aquest fet va ser qualificat al seu moment com a desastre arqueològic.

## La necròpoli del Molar (VI-IV a. C.).
Es tracta d'una necròpoli ibèrica inicialment associada al poblat de Sant Fulgenci i posteriorment a l'Oral, amb el qual presenta major concordança cronològica. S'han excavat sepultures amb diferent tipologia (clots amb cendres, clots amb urnes de diferent tipologia, caixes funeràries en pedra, etc.). S'han rescatat urnes d'orelleres, bitroncocòniques, crateres àtiques de figures roges i material d'aixovar (llances, punyals, ganivets), fusaioles, escarabeus, granadures de collaret i xicotetes joies d'or. És de destacar la troballa d'una escultura ibèrica de bou en 1908, actualment conservada al MARQ.